# 幣原雅子
幣原 雅子（しではら まさこ、1881年12月18日 - 1956年7月31日）は、第44代内閣総理大臣である幣原喜重郎の妻。

## 経歴
三菱財閥の創始者である岩崎弥太郎の四女として生まれる。雅子は妾との間に出来た子供であったため、春路（加藤高明夫人）・久弥・磯路（木内重四郎夫人）の異母妹に当たる。
1903年（明治36年）に雅子が23歳のときに幣原喜重郎と結婚。喜重郎との間に3人の男子をもうけるものの、三男の平三は夭折。長男の道太郎は獨協大学教授となり、次男の重雄は三菱製紙に勤務した。
1956年7月31日、顔面神経麻痺と老衰のため死去。